# Tinospora penninervifolia
Tinospora penninervifolia är en tvåhjärtbladig växtart som först beskrevs av Georges M.D.J. Troupin, och fick sitt nu gällande namn av Georges M.D.J. Troupin. Tinospora penninervifolia ingår i släktet Tinospora och familjen Menispermaceae. Inga underarter finns listade i Catalogue of Life.